# Langenstein (Soultzmatt)
Le Langenstein est un menhir situé à Soultzmatt, dans le département français du Haut-Rhin.

## Localisation
Ce monument est situé à la Gauchmatt, dans la forêt de Soultzmatt (lieu-dit Grosser Pfingstberg), non loin du cimetière militaire roumain.

## Historique
Le Langenstein, daté par certains de 560 av. J.-C., aurait été redressé et mis en valeur en 1906. Il fait l'objet d'un classement au titre des monuments historiques depuis 1938. Son authenticité a parfois été mise en doute.

## Caractéristiques
Il s'agit d'une pierre dressée en grès rose très caillouteux (poudingue). Sa hauteur est d'environ 4 mètres.